# Batil d'Alexandria
Batil d'Alexandria (grec antic: Βάθυλλος, llatí: Bathyllus) fou un llibert grecoromà, favorit de Mecenàs (junt amb Pílades de Cilícia i Hiles, el seu deixeble) que en el regnat d'August va assolir un excepcional nivell en l'art de la dansa o ballet anomenat pantomim.
Fou molt admirat pel públic romà; l'art va subsistir durant tot l'Imperi Romà. Batil era principalment còmic mentre Pílades era principalment tràgic.